# 아무도 없는 소녀
《아무도 없는 소녀》는 한국 드라마 시리즈이다. 주연 스즈키 아이리, 스다 마사키, 사토 타케루, 나카지마 켄토. 연출은 박기호, 극본은 정혜원, 오수아를 중심으로 전개된다. 2018년 10월 1일부터 2019년 3월 30일까지 방영된 시리즈이다.

## 개요
오수아(스즈키 아이리)라는 이름으로 갈 수 있는 학교에 가고 싶은 소녀. 이병헌(스다 마사키)은 교실에서 학교에 잘 어울리고, 그는 임동운(사토 타케루)에게 잘 어울린다. 방경인(나카지마 켄토)은 오수아의 여동생으로 스스로에게 약속할 수 있다.
2017년 오수아는 이병헌으로 출연한다. 고해미(사이토 아스카)의 여동생이라면? 해미는 수아의 누나, 아버지는 이병헌이다.

## 출연자
오수아 가족
- 스즈키 아이리: 오수아
- 스다 마사키: 이병헌
- 사토 타케루: 임동운
- 나카지마 켄토: 방경인

고혜진 가족
- 사이토 아스카: 고혜진
- 스즈키 노부유키: 탁즌호
- 스가 켄타: 권아동
- 카와구치 하루나: 하금희
- 니카이도 후미: 태진하

게스트 스타
- 리리아: 허아윤
- 카도와키 무기: 공유진

기타 캐스트
- 마노 에리나: 이채름 (3회)
- 하마베 미나미: 연지윤 (6회)
- 오쿠야마 카즈사: 문채원 (9-12회)
- 후지와라 사쿠라: 채달미 (15회)